# Кочедамов, Виктор Ильич
Ви́ктор Ильи́ч Кочеда́мов (21 апреля (4 мая) 1912, Омск — 21 января 1971, Ленинград) — советский архитектор, педагог и ученый, специалист по истории архитектуры и градостроительству Санкт-Петербурга, Сибири, Дальнего Востока, Русской Америки и Средней Азии.
Выпускник архитектурного отделения Омского художественно-промышленного техникума им. М. А. Врубеля. С 1932 по 1935 год работал в нижне-волжском «Крайпрогоре», являлся одним из ведущих архитекторов довоенного Сталинграда.
В 1935 году поступил на архитектурный факультет Института живописи, скульптуры и архитектуры Всероссийской академии художеств в Ленинграде. Летом 1941 года ушёл на добровольцем на Ленинградский фронт.
После окончания Великой Отечественной войны более двадцати лет, c 1949 по 1971 год, занимал должность декана архитектурного факультета Института живописи, скульптуры и архитектуры имени И. Е. Репина АХ СССР.

## Биография

### Ранние годы
Родился 21 апреля (4 мая) 1912 года в Омске в семье мелкого коммерческого служащего Ильи Ефимовича Кочедамова. До революции 1917 года отец будущего архитектора управлял приказчиками в магазине «Рыбно-гастрономическая торговля Вятских, Шкода и Заикин», затем работал уполномоченным на городской бирже. В Омске семья проживала в доме № 139 по Сиротской (ныне — Кемеровской) улице.

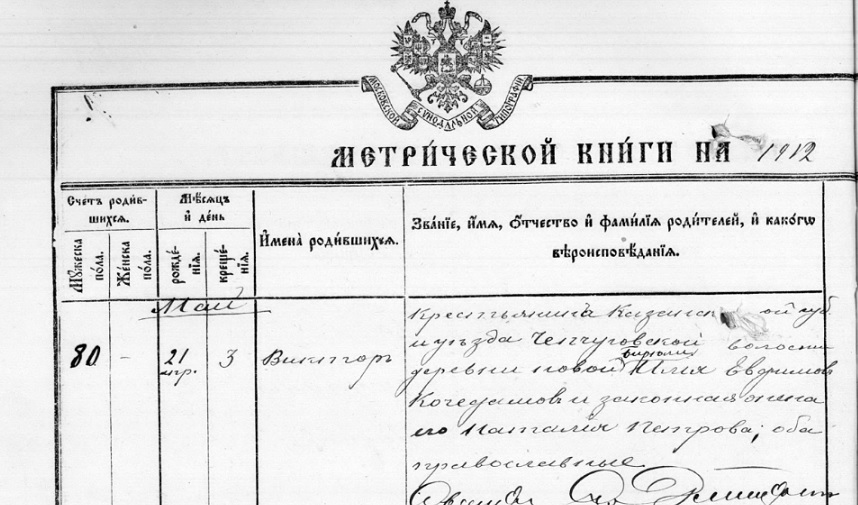
Запись в метрической книге о рождении и крещении Виктора Ильича Кочедамова, 1912 год. Оригинал хранится в ГИАОО. Ф. 16. Оп. 6. Д. 1015. Л. 261, об. 262

Летом 1927 года, после окончания семилетней школы им. В. И. Ленина, Виктор Кочедамов поступил на архитектурное отделение Омского художественно-промышленного техникума им. М. А. Врубеля. Худпром считался одним из лучших учебных заведений Омска: заведовал техникумом выпускник Строгановского училища Михаил Стрельников, прикладное искусство преподавал Евгений Клодт, внук всемирно известного скульптора Петра Клодта.
Архитектурное отделение, на которое поступил Кочедамов, возглавлял известный омский инженер Сергей Игнатович, выпускник Санкт-Петербургского института гражданских инженеров. По его проектам в Омске было построено несколько заметных зданий в стиле конструктивизма. А сам худпром не без основания считался сибирской школой конструктивизма, что определило архитектурный вкус молодого Кочедамова.
После второго курса, в 1929—1930 годах, Виктор Кочедамова прошёл рабочую практику — трудился прорабом на строительстве электрокомбината в Усть-Абакане. В 1931 году, получив диплом о профессиональном образовании, Кочедамов уехал по распределению в Саратов, где стал техником-архитектором Промстройпроекта и начал разрабатывать первые проекты для нужд Сталинграда.

### Сталинградский период
С 1932 по 1935 год Кочедамов работал непосредственно в Сталинграде, он трудился рядовым, а затем старшим архитектором в краевом проектном институте «Крайпрогор».
На счету Виктора Кочедамова-проектировщика — более 24 архитектурных объектов, реализованных в Сталинграде самостоятельно либо в соавторстве. Это многочисленные решённые в стиле конструктивизма жилые дома и школы в рабочих поселках Сталинградского тракторного завода и завода «Красный Октябрь», здание нового речного вокзала на Волге, комплекс 4-5-6-этажных корпусов дома специалистов на Волжской набережной (в соавторстве с И. В. Ткаченко); деревянный, стилизованный под пагоду ресторан «Шанхай» при слиянии рек Волга и Царица, а также административно-жилое здание Легпрома (совместно с И. П. Иващенко), гостиница «Интурист» (при участии А. Е. Белогруда) и гостиница «Большая Сталинградская» (в соавторстве с Ф. Н. Дюженко). Три последних здания стали ключевой частью ансамбля центральной площади Павших Борцов.
В 1935 году Виктор Кочедамов разработал масштабный проект благоустройства Волжской набережной в Сталинграде. Он предложил ввести в комплекс смысловой акцент — 5-маршевую парадную лестницу со скульптурой Сталина наверху. Однако, в полной мере этот проект реализован не был.
Большая часть архитектурных объектов, возведенных по чертежам Кочедамова, была уничтожена во время Великой Отечественной войны, в ходе битвы за Сталинград, и уже не восстанавливалась. Долгое время считалось, что к началу XXI века в Волгограде сохранились только четыре здания, построенных по проектам Кочедамова: бывшая школа на Дар-горе (совр. МОУ Вечерняя школа № 26 Ворошиловского района), бывшая школа им. Кирова в Верхнем поселке завода «Красный Октябрь» (совр. ГКОУ «Волгоградская школа-интернат № 6»), вновь отстроенный после Великой Отечественной войны «Комсомольский дом» (совр. жилой дом № 2 по ул. Северный городок) и корпус «А» дома специалистов на набережной Волги, восстановленный в 1949 году на пересечении ул. Комсомольской и ул. Маршала Чуйкова по проекту архитектора Израиля Фиалко.
В 2020—2021 годах волгоградский учёный, создатель Музея архитектуры Царицына — Сталинграда — Волгограда, профессор кафедры «Архитектура зданий и сооружений» Института архитектуры и строительства ВолГТУ Пётр Олейников выявил ещё девять зданий по проектам Кочедамова, восстановленных после войны. Это пять домов в Верхнем поселке завода «Красный Октябрь» (совр. жилые дома № 3, 4 по ул. Северный городок и № 5, 7, 9 по ул. Поддубного), два жилых дома в Нижнем поселке Тракторного
завода (№ 3 и № 5 по ул. Тракторостроителей) и два дома в Верхнем поселке Тракторного завода — предположительно бывший дом ИТР-ударников (№ 36 по ул. Дзержинского) и дом с универмагом (№ 37 по ул. Дегтярева).
Результаты исследования легли в основу монографии «Мастера архитектуры Сталинграда. Архитектор Виктор Кочедамов», которую Пётр Олейников выпустил при поддержке проекта «Сохранённая культура» в мае 2022 года. Выход книги был приурочен к 110-летию со дня рождения Виктора Кочедамова и посвящен 80-летию победы в Сталинградской битве.

### Учеба в ЛИЖСА

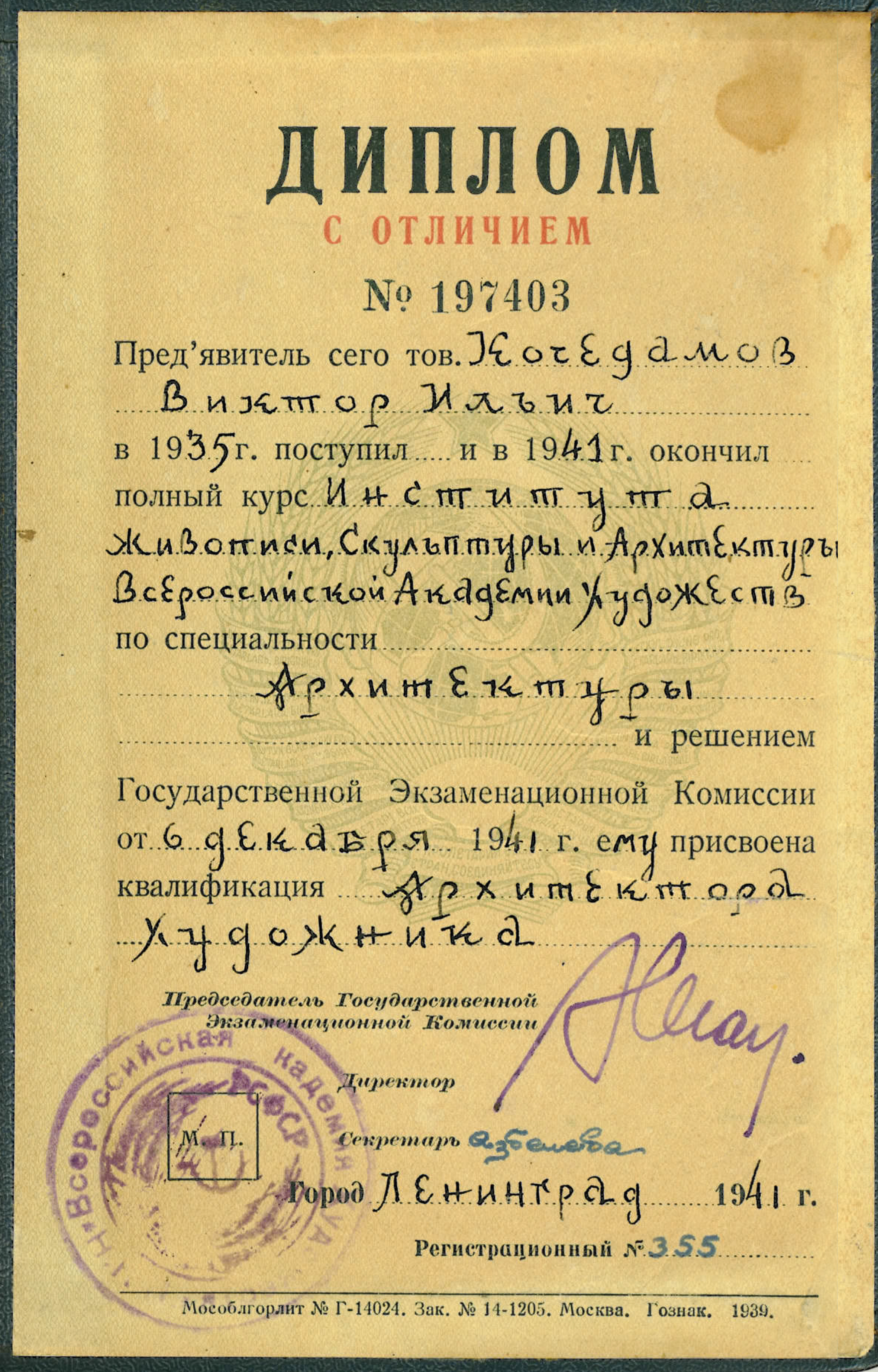
Диплом В. И. Кочедамова об окончании Института живописи, скульптуры и архитектуры Всероссийской Академии художеств. Ленинград, 1941.

В 1935 году Виктор Кочедамов поступил на архитектурный факультет Ленинградского института живописи, скульптуры и архитектуры (ЛИЖСА) — в старейший творческий вуз страны, ведущий свою историю от Императорской Академии художеств.
Учителями молодого Кочедамова стали ведущие архитекторы того времени. Так, кафедру архитектурного проектирования возглавлял Сергей Серафимов, затем Олег Мунц. На первых курсах преподавали: действительный член Императорской Академии художеств Григорий Котов, художник-архитектор Сергей Турковский, талантливый проектировщик, впоследствии один из авторов ленинградского стадиона имени С. М. Кирова, лауреат Сталинской премии первой степени Александр Никольский, создатель Центрального парка культуры и отдыха имени С. М. Кирова в Ленинграде Евгений Катонин, авторитетный ленинградский архитектор, градостроитель и ученый Лев Тверской. С третьего курса студенты распределялись по мастерским Льва Руднева, Иосифа Лангбарда, Ноя Троцкого и сменившего его Игоря Фомина.
Великая Отечественная война застала Кочедамова студентом выпускного курса. Вместе с одногруппниками он отправился в Василеостровский РВК и 5 июля 1941 года был зачислен в составе 1 стрелкового полка 1 Гвардейской стрелковой дивизии. Боевое крещение вчерашние студенты получили на Ленинградском фронте, недалеко от Красного Села. Кочедамов воевал в звании рядового. Но уже к середине осени, 16 октября 1941 года, был отозваны с военных позиций для защиты дипломного проекта. Работа над ним велась в тяжелейших условиях блокадного Ленинграда: защита состоялась 6 декабря 1941 года.
Виктор Кочедамов представил над суд комиссии проект здания библиотеки Академии наук, разработанный в мастерской профессора Льва Руднева. Предложенный Кочедамовым вариант высотного здания, его практичная, функциональная структура и строгая, не перегруженная декором архитектура получили одобрение Государственной экзаменационной комиссии. Дипломная работа Виктора Кочедамова была признана одной из лучших и получила оценку «отлично». Сохранился стенографический отчет о заседании Государственной экзаменационной комиссии, в котором было отмечено, что проект В. И. Кочедамова «хорошо продуман, интересен» и «заслуживает особого внимания». Примечательно, что более полувека спустя, в 1982 году, проект был экспонирован на выставке, посвященной 225-летию Академии художеств.

### Эвакуация в Самарканд
Студентов, окончивших ЛИЖСА с отличием, зачисляли в аспирантуру. Виктор Кочедамов получил статус молодого ученого и в начале 1942 года вместе с преподавателями и другими аспирантами был эвакуирован в Среднюю Азию. Однако до места назначения Кочедамов добрался не сразу: в родном Омске его по состоянию здоровья сняли с эвакопоезда. Несколько недель Кочедамов пролежал в госпитале с диагнозом «алиментарная дистрофия» и только после этого поехал к своим коллегам — в Самарканд.
В Узбекистане Кочедамов начал работу над диссертацией, посвященной изучению культурного наследия, архитектурно-природного ландшафта и важнейших объектов местной городской среды — хаузов (искусственных водоёмов). Был собран обширный исследовательский материал, сделаны многочисленные рисунки и обмеры хаузов Самарканда и Бухары, изучена краеведческая литература и другие источники, так или иначе связанные с архитектурой и градостроительной историей Средней Азии.
Там же, в Самарканде, Виктор Кочедамов начал общаться и сблизился со своей будущей супругой, тогда ещё студенткой архитектурного факультета ЛИЖСА Александрой Махровской (1917—1997). В эвакуацию Махровская попала вместе с родителями и маленькой дочкой, впоследствии известным советским художником-иллюстратором Ольгой Биантовской. Девочка появилась на свет в окружённом врагом Ленинграде 17 сентября 1941 года, Виктор Ильич растил и воспитывал её как родную дочь.

### Возвращение в Ленинград, работа в АХ СССР

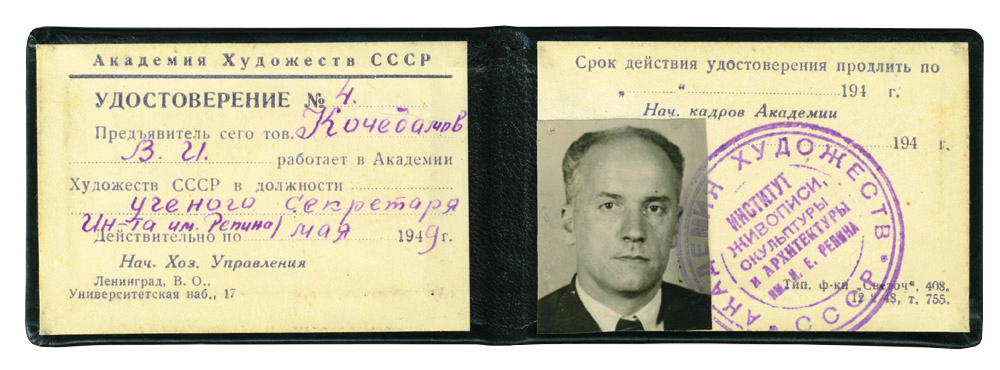
Удостоверение ученого секретаря Института имени И. Е. Репина АХ СССР. Ленинград, 1949

В феврале 1944 года, после первых уверенных побед, одержанных советскими войсками на фронтах Великой Отечественной войны, аспиранты и преподаватели архитектурного факультета ЛИЖСА (и Кочедамов в том числе) покинули Самарканд и переехали в Подмосковье, в город Загорск, где в Троице-Сергиевой лавре, в кельях, помещениях семинарии и башнях бывшего монастыря, было устроено общежитие для студентов и педагогов.
А уже мае 1944 года архитектурный факультет вместе со всем вузом вернулся на берега Невы. Виктор Кочедамов начал преподавательскую деятельность в Институте живописи, скульптуры и архитектуры им. И. Е. Репина АХ СССР (ИнЖСА), где последовательно занимал должности аспиранта, ассистента, доцента кафедры архитектуры проектирования, ученого секретаря, а затем декана архитектурного факультета — в этой должности он был утвержден в 1949 году.
Единственный из своей группы академических аспирантов он завершил работу над диссертацией и защитил её, получив в 1947 году степень кандидата архитектуры. В 1966 году Кочедамову был присвоено ученое звание профессора.
В составе творческого коллектива Академпроекта Виктор Ильич участвовал в проектировании комплекса зданий Академии наук Латвийской ССР. Задуманный в виде сложной структуры из нескольких корпусов, комплекс предполагалось разместить на набережной Даугавы (Западной Двины) в исторической части Риги, но проект не был осуществлен. Среди прочих проектов того периода сам Кочедамов выделял здание загородной правительственной резиденции в Белоруссии.
Кочедамов никогда не был членом КПСС, однако этот факт не помешал ему более двадцати лет, с 1949 по 1971 год, руководить одним из ключевых факультетов ИнЖСА им. И. Е. Репина.
Виктор Ильич Кочедамов ушёл из жизни 21 января 1971 года. Талантливый учёный, архитектор, педагог, он был похоронен на Богословском кладбище Ленинграда, ныне Санкт-Петербурга.

### Семья
- Отец — Илья Ефимович Кочедамов, мелкий коммерческий служащий[6][7].
- Мать — Наталья Петровна Кочедамова, домохозяйка[6].
- Брат — Геннадий Ильич Кочедамов (1913—1974), техник-строитель, заместитель директора по строительству Омского агрегатного завода им. В. В. Куйбышева (ныне — АО «Высокие технологии»)[7].
- Супруга — Александра Викторовна Махровская (1917—1997), архитектор, советский ученый-градостроитель, крупный специалист в области реконструкции исторической застройки и охраны уникального историко-культурного наследия, член-корреспондент Российской академии архитектуры и строительных наук (РААСН)[23].
- Дочь — Ольга Александровна Биантовская (род. 1941), художник-график, иллюстратор, плакатист, автор афиш к спектаклям Ленинградского государственного академического театра оперы и балета им. С. М. Кирова и Ленинградского государственного Малого академического театра оперы и балета[24].

## Основные проекты и постройки

### Сталинград. 1931—1935 годы
В списке указаны только проекты, реализованные строительством:
- «Комсомольский дом» в Верхнем поселке завода «Красный Октябрь», проект 1931 г.
- Речной вокзал на берегу Волги, проект 1931—1932 гг.
- Два жилых дома в Нижнем поселке Сталинградского тракторного завода, проект 1932 г.
- Пять жилых домов в Верхнем поселке завода «Красный Октябрь», типовой проект 1932 г.
- Школа им. С. М. Кирова в Верхнем поселке завода «Красный Октябрь», проект 1933 г.
- Три корпуса дома специалистов на набережной Волги (совместно с архитектором И. В. Ткаченко), проект 1932 г.
- Два надстроенных здания на площади Павших Борцов, проекты 1932—1934 гг.
- Административно-жилой дом Легпрома (совместно с архитектором И. П. Иващенко), проект 1932 г., доработан в 1934—1936 гг.
- Гостиница «Интурист» (при участии архитекторов А. Е. Белогруда и Шмидта), проект 1931, 1934 гг.
- Гостиница «Большая Сталинградская» (совместно с архитектором Ф. Н. Дюженко и инженером Масловым), проект 1932—1934 гг.
- Жилой дом РЖСКТ «Инжкоопстрой», проект 1934 г.
- Жилой дом НКВД на ул. Пензенской, проект 1934 г.
- Жилой дом с универмагом для Сталинградского тракторного завода, проект 1934 г.
- Жилой дом ИТР-ударников в Верхнем поселке Сталинградского тракторного завода, проект 1934 г.
- Школа на 880 учащихся на Дар-горе, проект 1934 г.
- Ресторан «Шанхай». 1934—1935 гг.
- Проект Центральной набережной. 1935 г. (реализован частично).

### Другие города. После 1935 года
- Библиотека Академии наук, г. Ленинград (дипломный проект в ЛИЖСА, не реализован).
- Военный городок морпогранохраны ДВК на Камчатке.
- Дом управления погранвойск НКВД ДВК, г. Владивосток.
- Дом Рыбпрома, г. Владивосток.
- Жилой дом, г. Владивосток.
- Вокзал, г. Резекне, Латвийская ССР.
- Трехкомнатный жилой дом для индивидуального застройщика, Белорусская ССР.
- Загородный дом для министра иностранных дел, Белорусская ССР.
- Особняк для приема иностранных гостей МИД, Белорусская ССР.
- Театр, г. Хорог, Таджикская ССР.
- Комплекс зданий Академии наук, г. Рига, Латвийская ССР (не реализован)[3][19].

## Научная и педагогическая деятельность

### Исследования архитектуры Самарканда и Бухары
В 1947 году Виктор Кочедамов защитил кандидатскую диссертацию «Городские водоемы Бухары и Самарканда», посвященную исследованию традиционных среднеазиатских хаузов. В этой работе были рассмотрены три основных аспекта создания и использования данных гидротехнических сооружений: их конструктивные решения, архитектурное оформление и приемы размещения в пространственной среде.
Как утверждал автор, система водных каналов с мелкими, средними и огромными водоемами во многом определяла планировочную структуру городов и являлась одним из основных факторов формирования современной городской среды и архитектурных ансамблей. Водоемам придавалась изысканная форма, их стены, выложенные мрамором или камнем, ступенями спускались к воде, украшались фигурными сливами-желобами с резным или графическим рисунком и ограждались зелеными насаждениями. В прохладе водоемов и в тени зелени был благоприятный микроклимат, здесь размещались места отдыха и общения жителей. Кочедамов особо подчеркивал, что архитектура хаузов отражает национальные особенности культуры и обычаи, подлежит охране как народное достояние, а исторический опыт устройства искусственных водоемов в Средней Азии должен быть воспринят и преемственно использован в современном (на тот момент) градостроительстве.
В 1957 году диссертационный труд Кочедамова с авторскими рисунками и обмерами был опубликован на страницах журнала «Архитектурное наследство». Но и в XXI веке эта работа, по мнению искусствоведов, историков архитектуры, этнографов и краеведов, сохраняет самостоятельное значение в научной литературе об архитектуре Средней Азии. Это отмечают исследователи из Самаркандского государственного архитектурно-строительного института им. М. Улугбека и. о. доцента кафедры «Теория и история архитектуры» Ситора-бону Садикова и старший преподаватель кафедры «Архитектурно-планировочная организация сельских территорий» Фирдавс Набераев в своей статье «Артерии жизни: каналы и хаузы Бухары и Самарканда сквозь века», написанной в 2019 году и опубликованной в последнем, наиболее полном издании трудов В. И. Кочедамова с комментариями современных ученых.
А ведущий иранский урбанист Айда Алихашеми (Ayda Alehashemi) из Международного университета им. Имама Хомейни неоднократно сcылается на исследования Кочедамова и его авторские планы, схемы и реконструкции в своей публикации 2015 года The water system of Bukhara as the example of rising the water networks to the landscape infrastructure.

### Исследования градостроительной истории Санкт-Петербурга
С начала 1950-х годов Кочедамов активно исследовал градостроительную историю Ленинграда — Санкт-Петербурга. В этот период были написаны и опубликованы его монографии «Набережные Невы» (1954) и «Мосты Ленинграда» (1958), а также целый ряд статей, в том числе «Основание города на Неве» (1957). В этой работе были представлены авторская схема расселения в дельте Невы и план города Ниеншанца, реконструированный на основе ранних шведских планировок. Таким образом, Кочедамов наглядно показывал, что территория будущего Петербурга была значительно освоена и занята небольшими хуторами и деревеньками, расположенными вдоль дорог и речных протоков. А разместившийся на правом берегу Невы город Ниеншанц представлял собой крупный торговый центр с регулярной планировкой, кирхой, портом и имел развитые торговые связи. Разрушенный в ходе войны Ниеншанц был оставлен шведами. Однако Пётр I выбрал другое место для своей крепости, посчитав, что Заячий остров более удачно расположен в стратегическом отношении.
По мнению Кочедамова, именно в этот, начальный период существования Петербурга определились главные градостроительные узлы будущего города: правобережное поселение под защитой Петропавловской крепости, затем Адмиралтейство, около которого селились служащие, и отдаленная, размещенная вблизи устья реки усадьба Меншикова на Васильевском острове. Такая организация пространства определила масштаб большого города, придала устойчивость его структуре и закрепила обращенность к морю, до сих пор сохраняющую ключевое значение в городской среде Санкт-Петербурга.
Петербургский историк и краевед Константин Жуков в комментариях к новому, вышедшему в 2021 году, изданию трудов В. И. Кочедамова отмечает, что «советские историки предпочитали поддерживать сформировавшийся еще во времена Петра I миф о том, что Петербург был построен на пустом месте. Но первая же фраза статьи Кочедамова „Основание города на Неве“ (1957) абсолютно противоречит тезису о пустынности невских земель: „Местность, занимаемая Ленинградом, с давних пор была обитаема“. Дальше Кочедамов сообщает: в то время „на территории, занимаемой современным Ленинградом, насчитывалось более 100 населенных пунктов“, и даже прилагает составленную им схему их расположения». В заключение Константин Жуков подчеркивает: «Позже подобные схемы на основании ставших доступными шведских картографических материалов опубликовал другой архитектор — Сергей Владимирович Семенцов. Но это было полвека спустя после выхода статьи Виктора Ильича Кочедамова».
Кроме того Кочедамов первым из отечественных историков архитектуры воссоздал весь процесс строительства петербургских набережных, вначале деревянных, затем каменных, захвативший период с начала XVIII до середины ХХ века. Это видение автора нашло отражение в уже упомянутой монографии «Набережные Невы». А вышедшая в 1958 году монография «Мосты Ленинграда» и опубликованная ранее статьи, в том числе «Проекты первого постоянного моста на Неве» (1953), освещают процесс развития инженерной мысли и поиски конструктивных и архитектурных решений многочисленных петербургских переправ.

### Исследование градостроительства и архитектуры Сибири
Последние десять лет жизни Виктор Кочедамов посвятил исследованию градостроительного освоения Сибири, её обширных территорий от Урала до Тихого океана, вошедших в состав Российского государства в период с середины XVI до конца XVIII века.
В сравнительно короткий период, с 1960 по 1970 год, были написаны и изданы книги и многочисленные статьи «сибирского цикла». В том числе, монографии: «Омск. Как рос и строился город» (1960) и «Тобольск. Как рос и строился город» (1963). Опубликованные статьи того периода — «Строительство Тюмени XVI—XVIII веков» (1962), «Первые русские поселения в Северной Америке» (1967), «К вопросу о датировке первых русских построек в Сибири» (1968), «Город Мангазея» (1969), «Якутская деревянная крепость конца XVII века» (1970), «Албазин — русская крепость на Амуре» (1970), «Строительство Кяхты в XVIII И XIX веках» (1970), «Антон Лосев — иркутский архитектор конца XVIII — начала XIX века» (1972) — до сих пор вызывают интерес многочисленных исследователей XXI века. Доктор исторических наук Дмитрий Алисов в своей монографии «Культура городов Среднего Прииртышья в XIX — нач. XX вв.» (2001) отмечает, что «работы Кочедамова по истории планирования, застройки и организации городского пространства Омска, Тобольска, Тюмени внесли существенный вклад в изучение городской среды». А кандидат исторических наук Евгения Соколова в своей диссертации «Формирование культурного пространства малых городов Среднего Прииртышья в 1920—1980-е гг.» (2008) дает краткий анализ исследований В. И. Кочедамова и приходит к выводу, что ученый «внес значительный вклад в становление историко-архитектурного направления в сибирской урбанистике».
Ученик Кочедамова, доктор архитектуры, заслуженный архитектор России, член-корреспондент член-корреспондент Российской академии архитектуры и строительных наук (РААСН) Николай Крадин в своем очерке «Наставник, учитель, коллега» (2019) подчеркивает, что «особое отношение у Кочедамова было к сибирским городам Тобольску и Омску. Много раз он там бывал, лично знал многих специалистов из музея-заповедника „Тобольский кремль“ и уникального по своим редким и ценным материалам архива в Тобольске».
По мнению омских исследователей, краеведа Алексея Сорокина и кандидата исторических наук, доцента Омского государственного университета им. Ф. М. Достоевского Виктора Кузеванова, книга Кочедамова «Омск. Как рос и строился город» и в XXI веке «является признанным, поистине фундаментальным источником по истории градостроительства и архитектуры дореволюционного и советского Омска <…>. В ней были впервые собраны воедино, проанализированы (в том числе сравнительно-исторически) и представлены в единой логике развития материалы по истории двух омских крепостей, формированию архитектурно-планировочной среды города, и, что особенно ценно, выявлены тенденции и оценены перспективы градостроительного развития формирующегося омского мегаполиса на вторую половину XX века, часть из которых реализовалась на наших глазах, а часть так и осталась в проектах».
Говоря о Тобольске, Кочедамов уделял особое внимание каменному зодчеству первой столицы Сибири — яркому образцу высокой художественной и строительной культуры. На этом фоне, по мнению ученого, особенно важна фигура Семена Ремезова — первого летописца и картографа Сибири, строителя Тобольского кремля.
В сибирских статьях и монографиях Виктор Кочедамов соединил данные, полученные в процессе изучения печатных трудов по градостроительной истории Сибири и архивных источников, в том числе рукописных, с результатами собственных натурных обследований памятников культуры и зодчества во время ежегодных экспедиций по сибирским городам, а созданные ученым и архитектором плоскостные планы и аксонометрические «3D-реконструкции» сибирских городов-крепостей сегодня «воспринимаются чуть ли не как архитектурные рисунки „с натуры“, выполненные в режиме реального времени».
Итоговый труд «Градостроительство и архитектура Сибири», объединяющий все главные идеи и материалы его исследований, был подготовлен Виктором Кочедамовым как диссертация на соискание степени доктора архитектуры.
Однако защита докторской не состоялась: в возрасте 58 лет учёный ушёл из жизни. Последняя книга Виктора Кочедамова «Первые русские города Сибири», подготовленная на основе докторской диссертации его вдовой Александрой Махровской, увидела свет спустя семь лет после его смерти, в 1978 году.
Авторитетный советский археолог, историк, этнограф, академик Алексей Окладников в предисловии к изданию писал: «Книга его необычная. Необычна она потому, что находится на рубеже двух наук: собственно истории Сибири и истории искусства… До сих пор не делалось попыток свести в единое целое всей Сибири — от Урала до Тихого океана, разрозненные факты, рисующие грандиозный процесс возникновения и развития сибирских городов, ход освоения сибирских земель… Нет сомнения в том, что книга В. И. Кочедамова, результат его поисков и оригинальной мысли найдет благодарного читателя и прежде всего тех, кто строит новые города Сибири».
В своем итоговом труде Виктор Кочедамов подробно описал различные типы сибирских укреплений-крепостей и доказал, что в зодчестве, планировке и застройке острогов отражены исконно русские народные традиции, как общие для всей России, так и характерные для местного архитектурного творчества. Особую ценность научного труда составили разработанные Кочедамовым проекты реконструкции деревянных крепостей Тобольска, Тюмени, Иркутска, Якутска, Албазина, Селенгинска и проч., которые впоследствии, уже во второй половине ХХ века, были подтверждены и частично уточнены археологическими раскопками и исследованиями, проведенными в этих городах. Примером тому могут служить археологические изыскания доктора исторических наук Александра Артемьева, который в 1990-х годах неоднократно обращался к трудам Кочедамова, подтверждая, а в некоторых случаях опровергая созданные советским ученым реконструкции сибирских острогов. Заочный диалог двух исследователей сибирского градостроительства нашёл отражение сначала в докторской диссертации Артемьева «Города и остроги Забайкалья и Приамурья во второй половине XVII—XVIII вв.» (1997), а затем в его одноимённой монографии, вышедшей в 1999 году.

### Педагогическая деятельность
Более двадцати лет, с 1949 по 1971 год, Виктор Кочедамов возглавлял архитектурный факультет Института живописи, скульптуры, архитектуры имени И. Е. Репина Академии художеств СССР. Как профессор архитектуры Виктор Ильич руководил учебной мастерской, унаследованной от профессора Евгения Левинсона, участвовал в работе кафедры архитектуры, возглавляемой Игорем Фоминым, и привлекал к преподаванию талантливых зодчих-практиков.
«В послевоенные годы ведущими педагогами факультета были крупные мастера советской архитектуры, создатели многочисленных проектов зданий и сооружений различного назначения, авторы теоретических трудов, обладатели почетных званий и ученых степеней. Это И. И Фомин (род. в 1904), Е. А. Левинсон (1894—1968), А. К. Барутчев (1904—1976), С. В. Васильковский (1892—1960), Л. М. Тверской (1889—1972), В. И. Кочедамов (1912—1971)… Под их руководством учащиеся проходили хорошую школу, овладевая профессиональными навыками в процессе выполнения постепенно усложняющихся от курса к курсу конкретных заданий», — вспоминал искусствовед Владимир Лисовский.
Виктор Кочедамов изучал историю создания факультета, пути и перспективы его развития, разрабатывал методические рекомендации для преподавателей Академии художеств. В докладе «Архитектурный факультет с 1917 по 1957 год» и в статьях «Новое в образовании архитектора» (1962) и «О подготовке архитекторов в Институте им. И. Е. Репина» (1967) он описывал традиции старейшего художественного вуза страны и пути развития архитектурного образования в советское время. «Именно при Кочедамове <…> произошел глобальный переход от старой системы образования к новой, действующей по сей день», — отмечает декан архитектурного факультета, доцент кафедры архитектуры Санкт-Петербургского государственного академического института живописи, скульптуры и архитектуры им. И. Е. Репина Николай Смелков
При декане Кочедамове на архитектурном факультете ИнЖСА начали проводиться так называемые «традиционные вечера». Веселые, костюмированные «капустники» с участием студентов и преподавателей, «с застольем, перекличкой поколений, рисованными фильмами, театром теней и другими представлениями пользовались огромной популярностью в Ленинграде».
«Эти вечера подолгу готовились. У нас были маски и специальные люди, которые прекрасно изображали преподавателей. Шутить над ними считалось нормой. Хотя куда больше и чаще мы издевались над собой. Много шуток было и про новую советскую архитектуру — в те годы как раз внедрялось типовое строительство», — вспоминал выпускник архитектурного факультета, доктор архитектуры, член-корреспондент Российской академии архитектуры и строительных наук Юрий Курбатов.

## Основные научные публикации

### Монографии
- Набережные Невы. — М.: Гос. издательство литературы по строительству и архитектуре, 1954. — 179 с.
- Мосты Ленинграда. — М.: Издательство Искусство, 1958. — 60 с.
- Омск. Как рос и строился город. — Омск: Омское книжное издательство, 1960. — 112 с.
- Тобольск. Как рос и строился город. — Тюмень: Тюменское книжное издательство, 1963. — 156 с.
- Первые русские города Сибири. — М.: Стройиздат, 1978. — 190 с.

### Статьи
- Проекты первого постоянного моста на Неве // Архитектурное наследство, 1953, № 4.
- Проект набережной у Адмиралтейства зодчего К. И. Росси // Архитектурное наследство, 1953, № 4.
- Основание города на Неве // Архитектура и строительство, 1957, № 3.
- Городские водоемы Бухары и Самарканда // Архитектурное наследство, 1957, № 8.
- Цепные мосты в Петербурге в первой четверти XIX века // Архитектурное наследство, 1959, № 10.
- Строительство Тюмени в XVI—XVIII веках // 1961—1962. Ежегодник, вып. 3. Тюменское управление культуры, Тюменский областной краеведческий музей.
- Русские поселения в Северной Америке // Архитектурное наследство, 1967, № 16.
- О подготовке архитекторов в Институте им. И. Е. Репина // Труды Института им. И. Е. Репина. Серия «Архитектура». 1970, вып. I.
- К вопросу о датировке первых русских построек в Сибири // Краткие сообщения о докладах и полевых исследованиях Института археологии АН СССР, 1968, № 113.
- Город Мангазея // Известия высших учебных заведений. Строительство и архитектура. 1969. № 2.
- Якутская деревянная крепость конца XVII века // Труды института живописи, скульптуры и архитектуры им. И. Е. Репина". Серия «Архитектура». 1970. Вып. II.
- Албазин — русская крепость на Амуре // Труды института живописи, скульптуры и архитектуры им. И. Е. Репина". Серия «Искусствоведение». 1970. Вып. III.
- Строительство Кяхты в XVIII и XIX веках // Труды института живописи, скульптуры и архитектуры им. И. Е. Репина". Серия «Архитектура». 1970. Вып. III.
- Антон Лосев — иркутский архитектор конца XVIII — начала XIX веков // Архитектура и строительство, 1972, № 19.

### Материалы в авторской машинописи
- О мостах и набережных Ленинграда (предполож. 1949).
- Мост Лейтенанта Шмидта (нач. 1950-х).
- Набережная Петроградской стороны (предполож. 1950-е).
- Набережная Васильевского острова (предполож.1950-е).
- Наплавной Исаакиевский мост (1950-е).
- Адмиралтейская набережная (ок.1952-1955).
- Новые мосты (1956).
- Формообразование Петропавловского собора (кон. 1950-х — нач. 1960-х).
- Архитектурный факультет с 1917 по 1957 год (1957).
- Новое в образовании архитекторов (1962).
- Административное деление Сибири (1960-е).
- Омская геральдика (1960-е).
- Населенность дельты до основания Петербурга (предполож. 1968).
- Южные оборонительные линии и пограничные города (кон. 1960-х).
- Нерчинск (кон. 1960-х).
- Красноярск (кон. 1960-х).

## Награды и звания
Виктор Кочедамов был награждён медалями «За оборону Ленинграда», «За доблестный труд в Великой Отечественной войне 1941—1945 гг.», «В память 250-летия Ленинграда», юбилейными медалями «50 лет вооруженных сил РФ», «Двадцать лет победы в Великой Отечественной войне 1941—1945 гг.», «За доблестный труд в ознаменование 100-летия со дня рождения Владимира Ильича Ленина».
С 1942 года являлся членом Союза архитекторов СССР, в течение нескольких выборных периодов был членом правления Союза архитекторов СССР, членом правления Ленинградской организации Союза архитекторов СССР, руководил сектором архитектурного образования, был одним из организаторов ежегодных смотров лучших дипломных работ выпускников архитектурных вузов страны, в разные годы входил в состав архитектурно-технического совета Ленинграда.

## Память

Мемориальная доска в Омске на доме № 16 по ул. Орджоникидзе. Скульптор С. А. Голованцев. 2016.

В декабре 2012 года в Омске состоялась Всероссийская научно-практическая конференция «Теоретические и прикладные исследования в области архитектуры, искусства, дизайна и медиатехнологий», посвященная 100-летию со дня рождения В. И. Кочедамова. В научных чтениях приняли участие ведущие омские историки, краеведы, искусствоведы, архитекторы: доктор исторических наук, директор Омского государственного историко-краеведческого музея Петр Вибе, академик Российской академии архитектуры и строительных наук (РААСН) главный архитектор Омска с 1975 по 2005 год Альберт Каримов, доктор исторических наук Борис Коников, доктор исторических наук, профессор Омского государственного университета им. Ф. М. Достоевского, зав. сектором СФ Российского института культурологии Валентина Рыженко. Организатором научных чтений выступила кандидат искусствоведения, профессор Омского государственного технического университета Алла Гуменюк. В работе конференции принял участие внук Виктора Кочедамова, петербургский юрист и ученый Виктор Наумов.
26 августа 2022 года в Волгограде в рамках ХI Международного архитектурного фестиваля «ЭкоБерег» прошла научно-практическая конференция «Градостроительная конверсия и развитие прибрежных территорий городов», посвященная 110-летию со дня рождения архитектора В. И. Кочедамова. Организатором научных чтений выступил Волгоградский государственный технический университет.

### Архив В. И. Кочедамова
В 2013 году внук Кочедамова Виктор Наумов начал оцифровку обширного личного и научного архива архитектора и ученого. Работа была окончена в 2015 году, после чего в рамках просветительского проекта «Сохранённая культура» вышел двойной DVD-диск «В. И. Кочедамов. Труды и архивы по истории градостроительства. Сибирь, Санкт-Петербург».
Материальная часть архива Кочедамова в количестве 2443 предметов поступила в Омский государственный историко-краеведческий музей. 1401 предмет был определён в основной фонд под шифром ОМК. 1042 предмета вошли в научно-вспомогательный фонд под шифром ВОМК. Материалы основного фонда размещены в Государственном каталоге Музейного фонда Российской Федерации и находятся в свободном доступе.
Документы из архива архитектора и ученого экспонировались на временных выставках Омского государственного историко-краеведческого музея: «Легенды омского краеведения» (2013), «Новинки музейных коллекций» (2014), «Летопись Сибири: первые сибирские города» (2014), «Омск на картах» (2016), выставка к Дню дарений (2016), «Святые покровители Омска» (2016), «Искусство, принадлежащее народу» (2017).

### Мемориальная доска в Омске
В 2016  году память Виктора Кочедамова увековечили в его родном городе Омске. Поставлением Омского городского совета № 1629 от 20 июля 1916 года на доме № 16 по улице Орджоникидзе появилась мемориальная доска в честь архитектора и ученого: в этом доме долгое время жил его брат Геннадий, а сам Виктор Кочедамов нередко останавливался здесь в ходе своих исследовательских поездок по Сибири. Автор мемориала — омский скульптор Сергей Голованцев. Доску украшают силуэты главных городских достопримечательностей: Омского театра драмы, Тарских ворот, памятника Достоевскому, Никольского собора, пожарной каланчи, а также очертания Омской крепости. Посредине изображены открытая книга Виктора Кочедамова «Омск. Как рос и строился город» и лавровая ветвь. Торжественное открытие памятной доски состоялось 4 августа 2016 года.

### Издание трудов В. И. Кочедамова

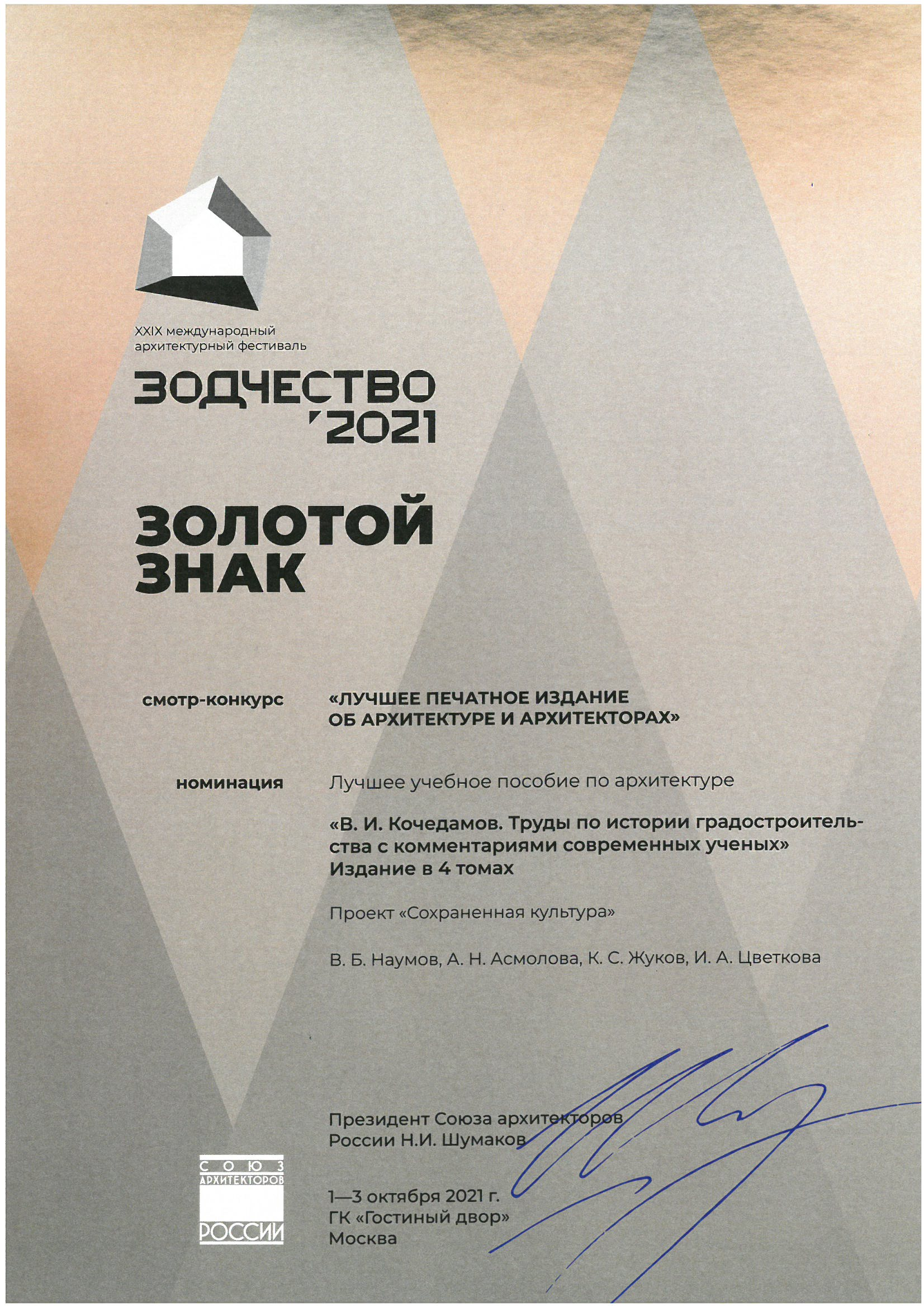
Диплом Золотого знака Союза архитекторов России в смотре-конкурсе «Лучшее печатное издание об архитектуре и архитекторах» на XXIX Международном архитектурном фестиваль «Зодчество-2021»

В 2019 году просветительский проект «Сохранённая культура» начал работу над 4-томным изданием «В. И. Кочедамов. Труды по истории градостроительства c комментариями современных ученых». В него вошли практически все значимые работы архитектора и исследователя: 5 монографий и 30 статей, включая ранее не опубликованные. В подготовке четырёхтомника приняли участие авторитетные учёные из 10 российских регионов: Москвы, Санкт-Петербурга, Волгограда, Омска, Тобольска, Новосибирска, Красноярска, Владивостока, Благовещенска и Хабаровска, а также из ближнего зарубежья — Республики Узбекистан. В числе авторов статей и научных комментариев: доктор архитектуры, член-корреспондент Российской академии архитектуры и строительных наук (РААСН) Юрий Курбатов; доктор архитектуры, член-корреспондент Российской академии архитектуры и строительных наук (РААСН) Николай Крадин; доктор исторических наук Анна Майничева; доктор архитектуры Владимир Царёв, доктор исторических наук Андрей Гринёв и др..
В 2020 году была готова электронная версия издания, а весной 2021 года вышла печатная версия 4-томника. Издание было представлено в рамках I Тюменского музейного форума «Музей как фактор культурного пространства» и на Международной научной конференции XVI Баландинские чтения в Новосибирске.
В августе 2021 года в Омске, на родине Виктора Кочедамова, состоялась первая публичная презентация 4-томника в Омской государственной областной научной библиотеке им. А. С. Пушкина. В сентября 2021 года издание было презентовано в Санкт-Петербургском государственном университете, в Петровском зале здания Двенадцати коллегий.
Издание стало лауреатом целого ряда профильных конкурсов. Так, в июне 2021 года четырёхтомник «В. И. Кочедамов. Труды по истории градостроительства c комментариями современных ученых» одержал победу на XVII Всероссийском конкурсе краеведческих и региональных изданий «Малая Родина», организованном Министерством цифрового развития, связи и массовых коммуникаций РФ (номинация «Наука и технологии»), и получил диплом IV Всероссийского фестиваля «Архитектурное наследие 2021».
В октябре 2021 года четырёхтомник выиграл Общероссийский конкурс «Книга года: Сибирь-Евразия-2021» (победа в номинации «Лучшая научная книга») и удостоился Золотого знака Союза архитекторов России в смотре-конкурсе «Лучшее печатное издание об архитектуре и архитекторах» на XXIX Международном архитектурном фестиваль «Зодчество-2021».
В сентябре 2022 года издание было отмечено Золотым дипломом Национального независимого архитектурного рейтинга «Золотая капитель 2022» в разделе «Архнаука, архпедагогика, архпублицистика, архпросвещение».
Смысловым и тематическим продолжением четырёхтомного издания трудов Кочедамова стала монография волгоградского исследователя Петра Олейникова «Мастера архитектуры Сталинграда. Архитектор Виктор Кочедамов», выпущенная весной 2022 года. Презентация книги состоялась 20 мая 2022 года в Волгоградском доме архитекторов, а затем 26 августа 2022 в отеле «Волгоград» в рамках ХI Международного архитектурного фестиваля «ЭкоБерег» — на открытии научно-практической конференции «Градостроительная конверсия и развитие прибрежных территорий городов», посвященной 110-летию со дня рождения архитектора В. И. Кочедамова.
В сентябре 2022 года монография «Мастера архитектуры Сталинграда. Архитектор Виктор Кочедамов» была отмечена на XXXI Международном смотре-конкурсе лучших выпускных квалификационных работ по архитектуре, дизайну и искусству в Казанском государственном архитектурно-строительном университете и награждена Серебряным знаком Союза архитекторов России в смотре-конкурсе «Лучшее печатное издание об архитектуре и архитекторах» на XXX Международном архитектурном фестивале «Зодчество» в Москве.